# Камнє (Бохінь)
Камнє (словен. Kamnje) — поселення в общині Бохінь, Горенський регіон, Словенія. Висота над рівнем моря: 515,8 м.